# 4921 Volonte
4921 Volonte је астероид главног астероидног појаса чија средња удаљеност од Сунца износи 2,411 астрономских јединица (АЈ).
Апсолутна магнитуда астероида је 13,7.